# Motunui/Edwards Island
Motunui/Edwards Island ist eine längliche Insel ostnordöstlich von Stewart Island und südlich der Südinsel von Neuseeland.

## Geographie
Die Insel gehört zu einer der fünf Inselgruppen gleichen Namens, die mit Titi/Muttonbird Islands bezeichnet werden. Sie befindet sich in einer Entfernung von rund 5,8 km ostnordöstlich von Stewart Island in der Nachbarschaft von North Island, die rund 1,75 km nordöstlich zu finden ist, Womens Island, die rund 1,69 km ostnordöstlich liegt und Jacky Lee Island, die südlich mit rund 580 m Entfernung Motunui/Edwards Island am nächsten liegt.
Motunui/Edwards Island, rund 45 Hektar groß und bis zu 51 m hoch, erstreckt sich über eine Länge von rund 1,56 km in Nord-Süd-Richtung und einer maximalen Breite von rund 520 m in Ost-West-Richtung.
Die Insel ist gänzlich bewachsen.